# Pinkafő
Pinkafő (németül Pinkafeld, horvátul Pinkafelj, vendül Pinkafel) kisváros Ausztriában, Burgenland tartományban, a Felsőőri járásban.

## Fekvése

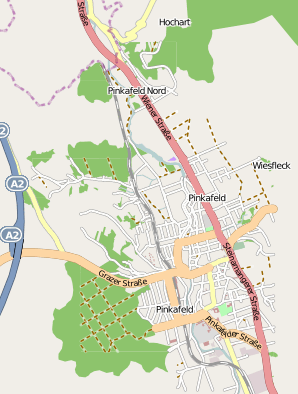
Pinkafő térképe

Felsőőrtől 12 km-re északnyugatra fekszik az A2-es autópálya mellett a névadó Pinka folyó mentén.
A kataszteri közösségek Pinkadombhát és Pinkafeld.

## Története

### Az őskorban és az ókorban
Burgenland legrégebbi települése, ősidők óta lakott hely. A régészeti leletek tanúsága szerint területén már 6000 éve is éltek emberek. A mai vasútállomás területén a rómaiak előtt kelta település állt. A római korban területe Pannónia tartományhoz tartozott, környékén sok római sírkő került elő.

### A középkorban
A 6. századtól a 8. század végéig avarok uralták ezt a vidéket. 791 és 803 közötti hadjárataiban Nagy Károly legyőzte az avarokat és Pinkafő területét is birodalmának keleti tartományához csatolta. Ezt követően intenzív német betelepülés indult meg. 860-ban "Peincahu" néven említi először oklevél, melyben Német Lajos keleti frank király javait a salzburgi érseknek adja.
A honfoglaláskor német lakossága elmenekült. Mai neve 1289-ben bukkan fel "Pinkafelde" alakban. A Németújvári grófok birtoka volt. A tatárjárás után ismét németekkel telepítették be. 1289 és 1291 között Ausztriához tartozott, majd a hainburgi békeszerződés értelmében várát lerombolták. 1291-ben a borostyánkői uradalomhoz csatolták. 1327-ben Károly Róbert király serege Kőszeg mellett legyőzte a kiskirályok közé tartozó Németújvári grófok seregét és korábbi birtokaikhoz hasonlóan Pinkafő is királyi birtok lett.
1346-ban Nagy Lajos királytól kiváltságokat kapott. 1373-ban a település a bíró kérelmére az osztrák betörésekből származó nyomor enyhítésére hét évre adómentességet kapott. Ekkor már létezett plébániája is. Templomát Szent Péter és Pál apostolok tiszteletére szentelték. 1392-ben a Kanizsai család birtoka lett. 1417-ben Kanizsai Miklós függetlenítette Borostyánkő várától, ezáltal önálló ítélkezési jogot kapott. 1445-ben III. Frigyes német-római császár zálogbirtoka lett, aki kiterjesztette kiváltságait. 1459. április 11-én a város mellett zajlott a Hunyadi Mátyás és III. Frigyes seregei között vívott győztes csata és a város újra magyar uralom alá került. 1490 és 1644 között ismét Ausztriához tartozott. 1517-ben a pinkafői uradalmat a Königsberger család szerezte meg. 1529-ben és 1532-ben a török rombolta le, privilégiumait 1551-ben I. Ferdinánd állította helyre. Kiváltságait, köztük vámmentességet és a pallosjogot később több királyunk is megerősítette.

### Az újkorban

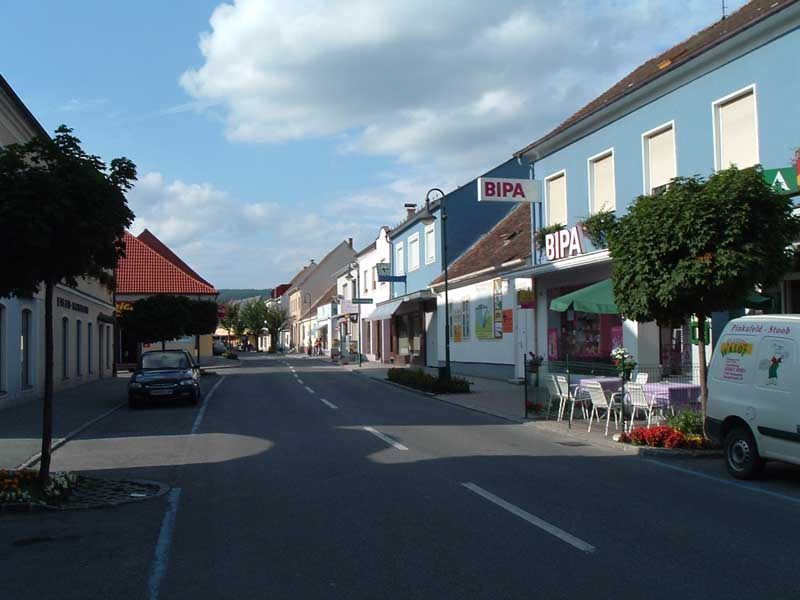
Pinkafő belvárosa

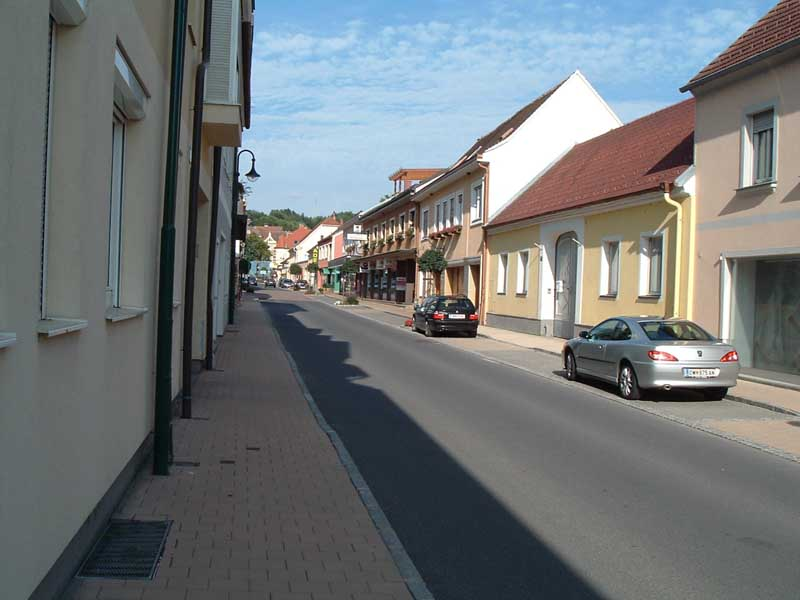
Pinkafői utca

1644-ben, a harmincéves háború végén újra visszakerült Magyarországhoz. Ekkor az uradalmat Batthyány Ádám vásárolta meg a Königsbergerektől, központja az itteni Batthyány-kastély lett. 1669-ben az uradalmat felosztották Batthyány Kristóf és Batthyány Pál között. Pinkafő Batthyány Pál birtoka lett.
1683-ban Thököly támogatása miatt a császári csapatok kétszer is kifosztották. 1688-ban és 1699-ben boszorkányperek zajlottak a településen. 1700-ban per keletkezett Batthyány Zsigmond és a város között, mivel Batthyány adófizetési kötelezvény íratott alá a város elöljáróival. Erre a lakosság régi szabadságjogaira hivatkozva fellázadt. A földesúr erőszakhoz is folyamodott, de a lakosságot megtörni nem tudta. Végül 1736-ban a hétszemélyes bírói tábla a városnak adott igazat. A Rákóczi-szabadságharc alatt kuruc betörések következtében a települést 1704-ben és 1708-ban felégették. 1717-ben Batthyány Zsigmond halálával a pinkafői uradalom újra egyesült. 1736. június 21-én és 1817. február 2-án tűzvész pusztította. 1804-ben katonák nyomán kolerajárvány tört ki a településen, mely számos áldozatot követelt. 1806 és 1809 között francia csapatok vonultak átt a településen. A kézművesség a 19. század közepén élte virágkorát. Több mint 40 kézműves céhéhez 661 kézműves mester tartozott. Kalló üzemei közül több textilgyárrá fejlődött. Bőrgyár, sörgyár, gyufagyár, papírmalom és egy vashámor jelzi az ipari fellendülést.
Vályi András szerint " PINKAFELD. Német Mezőváros Vas Vármegyében, földes Ura Gróf Batthyáni Uraság, a’ kinek kastéllyával ékes, jeles úri, és vadas kertyével, lakosai katolikusok, ’s másfélék is, fekszik Borostyánkőhöz 1 mértföldnyire. Lakosai között külömbféle jó mesteremberek vagynak, földgye meglehetős, erdeje elég, legelője, fája mind a’ kétféle van, réttyei jók, szomszédságban van Ausztriával, és Stájer Országgal, holott eladásra jó módgyok van, sendelyt, és más fa szerszámokat is készítenek, ’s lovakkal is kereskednek, mellyeket magok nevelnek, első osztálybéli."
Fényes Elek szerint " Pinkafő, Pinkafeld, német m. v., Vas vmegyében, Stájerország szélén, 1723 kath., 618 ágostai, 50 ref., 80 zsidó lak. Kath. és ágostai paroch. templomok. Szép kalvária. Gyönyörü fenyves erdő. Lakosai erős csontos lovakat nevelnek, zsindelyt és más faeszközöket csinálnak, posztót, gyolcsot szőnek, s élénk kereskedést folytatnak. Van savanyu vize is. Birja gr. Batthyáni Miklós, s feje egy uradalomnak. Ut. p. Kőszeg."
Vas vármegye monográfiája szerint „ Pinkafő lakosai kizárólag iparral foglalkoznak; a községben egyetlen földmives sem lakik. A gazdálkodás itt csak mellékes foglalkozás. Képviselve van itt minden iparág; legkiemelkedőbb mégis a posztóipar, mely körülbelül 60 családot foglalkoztat. Pokróczokat és futószőnyegeket most már egy 95 lóerejü gyár is készit. Pinkafő középületei közt nevezetes a tágas és igen diszes róm. kath. plébánia-templom, melyet gr. Batthyány József, mint kegyur emeltetett 1786-ban nagy költséggel. Benne működött egy félszázadnál tovább Weinhofer József, a nagyhírű lelkipásztor, ki férfiúi erejében az ország leghíresebb egyházi szónokának tekintetett. Igen szép az ág. ev. hitközség temploma is. A temető kápolnáját az egykor nagy hírű Steinle mester remeke: Krisztus a keresztfán, díszíti. Az alig 2845 lelket számláló városka 1893-ban épített a templom szomszédságában egy kétemeletes palotaszerü róm. kath. fiu elemi iskolát; egy felsőbb leányiskola is van a községben, az apáczák vezetése alatt, továbbá a négy osztályu polgári fiuiskolának is díszes épülete van. Kulturtörténelmi tekintetben a Paulai szt. Vinczéről elnevezett apáczák zárdája bír elsőséggel, a mennyiben ez volt a ma már annyira elterjedt irgalmas apáczák első zárdája a hazában. Van e zárdában magán-kórház, gyámintézet elaggottak számára, elemi leányiskola és nőnevelde. Pinkafő vidéke igen szép. A katlant, melyben Pinkafő meghuzódik, az 1600 m. magasságu Wechsel védi az éjszaki szelektől. A körben elterülő beláthatlan fenyvesek ereszeiben a gyümölcsfák erdei fedik helyenként a halmokat, melyek egyikére gróf Batthyány Pál, győri nagyprépost csinos kálvária-templomot emelt, melyhez a szt.-Ágoston remeték számára zárdát is épittetett. E dombról, kivált éjszaknak s keletnek ritka szép kilátás nyílik.”
1871-ben a mai Burgenland területén elsőként itt alakult meg az önkéntes tűzoltóegylet.
Fejlődésén nagyot lendített az 1888-ban megépült Szombathely–Pinkafő-vasútvonal elkészülte. A 20. század elején sok lakója vándorolt ki a tengerentúlra.

### A 20–21. században
A trianoni békeszerződésig Vas vármegye Felsőőri járásához tartozott. 1921-ben Ausztria Burgenland tartományának része lett, de a nyugat-magyarországi felkelés során a felkelők kiverték az osztrák csendőrséget a településről. 1925-ben bekapcsolták az osztrák vasúti hálózatba, fejlődése azonban az 1930-as évek elején a gazdasági világválság hatására megtorpant. 1937-ben városi rangot kapott. A második világháború alatt vasútállomása többször volt légitámadások célpontja. A szovjet csapatok 1945. április 5-én foglalták el a települést. A háború befejezésének emlékére a város lakói minden év áprilisának első szombatján keresztutat járnak, melyet „orosz szombatnak” neveznek.
1945 és 1955. között Pinkafő az orosz megszállási övezethez tartozott. 1956-ban kereskedelmi főiskola létesült itt. 1960-ban megalapították az SOS gyermekfalut. A településnek két nagy textilgyára is működött, melyet 1966-ban zártak be. 1972-ben főiskola, fedett uszoda és a Szent Márton-terem épült fel.

## Népessége
1910-ben 2881 lakosából 2400 német és 370 magyar volt.
2001-ben 5181 lakosból 4914 német, 96 horvát, 51 magyar, 120 egyéb nemzetiségű lakosa volt.

## Nevezetességei

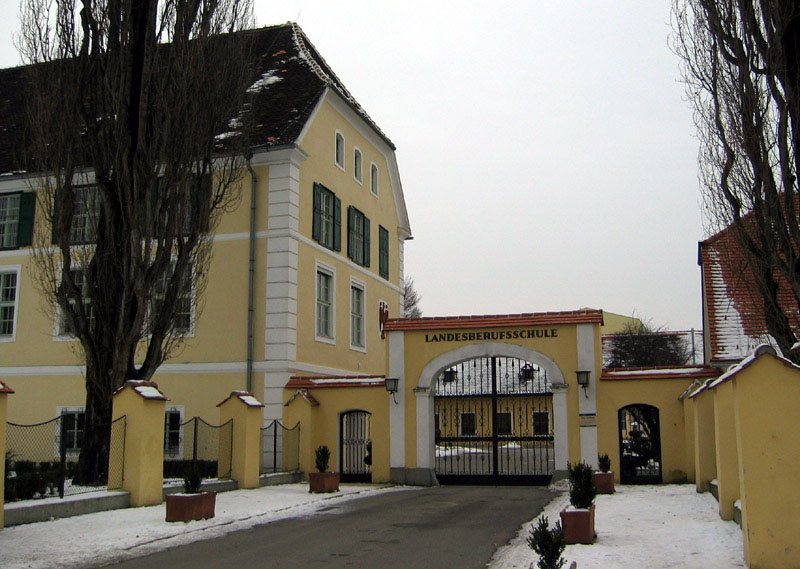
A Batthyány-kastély

- Plébániatemploma 1774 és 1786 között épült. 1786. szeptember 1-jén Szily János szombathelyi püspök szentelte fel Péter és Pál apostol tiszteletére.
- Evangélikus temploma 1785-ben épült, tornya 1822-ben készült el.
- Batthyány-kastélyát 1658-ban gr. Batthyány Ádám építtette, a 18. században bővítették.
- A Kálváriatemplom 1784-ben épült, építtetője gróf Batthyány Ádám volt. Déli oldalán remetelak épült.
- A temetőkápolnát 1853-ban gróf Batthyány Miklós és felesége építtette.
- Az irgalmas nővérek kolostora 1854-ben épült gr. Batthyány Franciska megbízásából.
- A barokk Szent József-kápolnát 1730-ban emelték.
- A 18. században épített Török-kápolna a török harcokra emlékeztet.
- A Szent Vince-kápolnát 1832-ben építették.
- A régi városháza épületét 1629 körül a tiroli származású Rindsmaull család építtette. A város 1728-ban vásárolta meg városháza céljára, mely funkcióját 1954-ig töltötte be. Előtte 17. századi pellengér áll a város ítélkezési jogának emléke.
- Városi múzeuma 1989-ben nyílt a régi városháza épületében.
- A Mária-oszlopot 1757-ben állították.
- A III. Frigyes és Mátyás király között 1459-ben zajlott csata helyén egy a 17. vagy a 18. században állított kereszt áll.

## Híres emberek

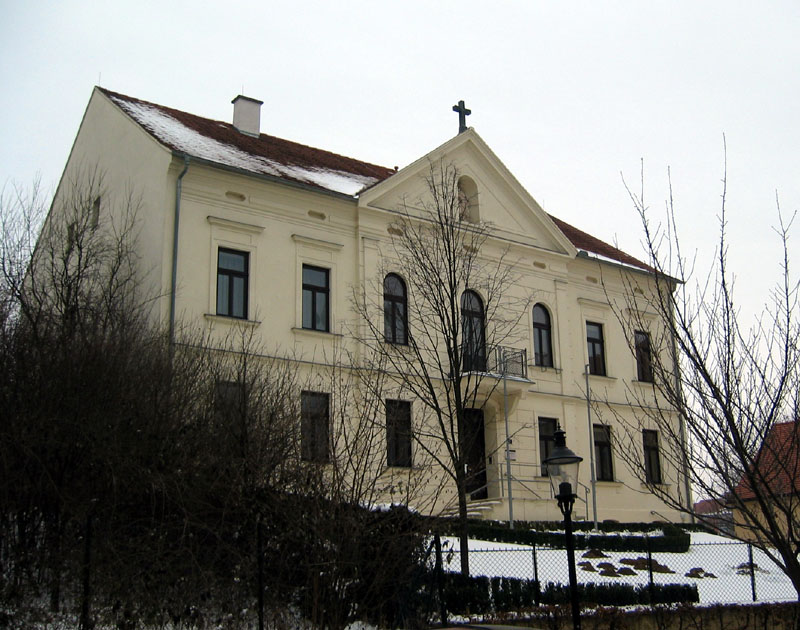
Parókia

- Itt született 1739-ben gr. Batthyány Szidónia (gr. Illésházy János felesége).
- Itt született 1810-ben Haas Mihály szatmári püspök, pedagógiai író.
- Itt született Traeger Ernő jogász, politikus.
- Itt született 1888-ban Horváth Béla festőművész, szobrász.
- Itt született François Kraut(wd) (1907–1983) francia geológus.[7]
- Itt hunyt el 1861-ben gr. Batthyány Miklósné gr. Széchenyi Franciska, Széchenyi István nővére, a község nagy jótevője.
- Itt hunyt el 1945-ben Bruckner Károly tanár, a késmárki líceum igazgatója.
- Itt halt meg 1961-ben Zimmer Ferenc magyar újságíró, szerkesztő.

## Külső hivatkozások
- Hivatalos oldal (németül)
- A pinkafői katolikus plébánia honlapja (németül)
- Pinkafő a dél-burgenlandi térség településeinek honlapján (németül)
- Magyar katolikus lexikon
- A pinkafői evangélikus egyházközség honlapja (németül)
- A pinkafői népiskola honlapja (németül)
- A pinkafői énekkar honlapja (németül)